# Bruno China
Bruno Manuel Rodrigues Silva, noto come Bruno China (Matosinhos, 5 agosto 1982), è un ex calciatore portoghese, di ruolo centrocampista.

## Caratteristiche tecniche
È un centrocampista con attitudini prevalentemente difensive.

## Palmarès

### Club

#### Competizioni nazionali
- Segunda Liga: 1

Leixões: 2006-2007